# Charles Thaxton
Charles B. Thaxton (1939) è un chimico statunitense, sostenitore del Disegno intelligente, e Fellow del Center for Science and Culture del Discovery Institute.

## Biografia
Thaxton ha conseguito un dottorato in chimica fisica presso la Iowa State University. Ha svolto ricerche post-dottorato in storia della scienza all'Università di Harvard e presso i laboratori di biologia molecolare della Brandeis University. 
Thaxton è stato coautore di diversi libri, tra cui The Mystery of Life's Origin e The Soul of Science.  In The Mystery of Life's Origin, Thaxton sostiene la necessità di una "creazione speciale opera di un creatore di là del cosmo", e afferma che la creazione speciale comporta "che la fonte che ha prodotto la vita era intelligente".  Il libro è stato considerato un lavoro fondamentale per nascita della teoria del disegno intelligente 
Thaxton è stato il curatore della prima edizione del controverso libro di testo a favore dell'Intelligent Design, Of Pandas and People. Il libro è stato al centro del processo Kitzmiller vs. Dover Area School District sull'insegnamento del Disegno Intelligente nelle scuole. 
Thaxton ha dichiarato di preferire il concetto di disegno intelligente a quello di creazione perché "non mi trovavo a mio agio con il tipico vocabolario usato dalla maggior parte dei creazionisti che non è in grado di esprimere quello che stavo cercando di fare. I creazionisti volevano introdurre Dio nella discussione scientifica; io volevo rimanere all'interno del dominio delle scienze empiriche limitandomi ai soli concetti che possono essere legittimamente espressi in un discorso scientifico." 
Thaxton e sua moglie, Carole Thaxton, fanno parte del "Konos Connection", associazione no-profit che si occupa di educazione cristiana. Insegna all'Università Carolina di Praga. 
Thaxton è membro della American Chemical Society, della American Association for the Advancement of Science e Fellow dell'American Institute of Chemistry. È stato uno dei firmatari della dichiarazione del Discovery Institute A Scientific Dissent from Darwinism. 